# Fides
Fides este zeița bunei-credințe în mitologia romană, simbolul personificat al loialității. Conform tradiției, cultul ei a fost întemeiat de regele Numa Pompilius și a fost totdeauna în strânsă legătură religioasă cu Jupiter.
Templul din Roma al zeiței Fides a fost construit (cca 254 î.C.) în apropierea Capitolului; sacrificiile se efectuau cu mâinile acoperite simbolic, pentru păstrarea inviolabilității secretului. Emblema zeiței avea același simbol - două mâini care se strâng reciproc. Cultul pentru Fides a apărut probabil în timpul regalității romane, când poporul roman își constituia preceptele de bază ale societății sale. Zeița patrona atunci fidelitatea față de înțelegerile și contractele încheiate. Preoții îi aduceau sacrificii, având mâna dreaptă (simbolul înțelegerii și asociațiilor) înfășurată într-o bucată de stofă. De altfel, și monedele, având pe avers efigia zeiței Fides, purtau pe revers același simbol al mâinii drepte, ca garanție pentru respectarea contractelor.